# Rybák žlutozobý
Rybák žlutozobý (Phaetusa simplex) je středně velký jihoamerický druh rybáka, jediný zástupce rodu Phaetusa.

## Popis
Rybák žlutozobý je nápadný především svým velmi dlouhým zahnutým žlutým zobákem. Unikátní je také kresba svrchní strany křídel: ruční letky jsou černé, ruční krovky a loketní letky bílé, malé a loketní krovky šedé. Jinak je zbarvený jako ostatní rybáci – spodina těla a ocas jsou bílé, na hlavě černá čepička. Nohy jsou žlutošedé.

## Rozšíření
Hnízdí v Jižní Americe východně od And ve dvou poddruzích:
- P. s. simplex hnízdí od Kolumbie, Trinidadu a Venezuely na jih po Brazílii
- P. s. chloropoda hnízdí v Paraguayi, Uruguayi a severní Argentině

Zatoulaní ptáci byli zaznamenáni na tichooceánském pobřeží (Peru, Ekvádor), na Kubě a ve Spojených státech (Ohio, Illinois, také New Jersey), zaregistrován byl také na Bermudách (jaro 1961).